# Die Verschwundenen (Nordirland)
Die Verschwundenen – the Disappeared bezeichnet eine Gruppe von Personen, die während der Zeit der sogenannten Troubles in Nordirland meistens oder ausschließlich durch die Provisional Irish Republican Army (IRA) entführt, ermordet und an zunächst unbekanntem Ort begraben wurden. Die Suche nach ihren sterblichen Überresten dauert bis heute an. Der problematische Umgang der IRA und ihrer politischen Vertretung mit der Aufklärung der Morde spielt nach wie vor eine wichtige Rolle im Friedensprozess.

## Hintergrund
1921 wurde der Südteil der Insel Irland vom Vereinigten Königreich unabhängig. Nordirland, wo eine protestantische Bevölkerungsmehrheit bestand, verblieb jedoch beim Vereinigten Königreich. In Nordirland behielten die protestantischen Unionisten die Kontrolle über die politische Macht, und die Katholiken, die mehrheitlich pro-irisch-republikanisch gesinnt waren, wurden vielfach diskriminiert. Diese Situation führte ab dem Jahr 1969 zu einer offen gewalttätigen Eskalation. Die paramilitärische IRA versuchte mit Terror und Bombenanschlägen einen politischen Anschluss Nordirlands an die Republik Irland zu erzwingen. Die Sicherheitskräfte und protestantisch-unionistische Paramilitärs antworteten mit Gegengewalt. Vielfach wurden unbeteiligte Zivilpersonen zum Opfer der Auseinandersetzungen. Der Höhepunkt der Gewalt spielte sich in den Jahren 1972 bis 1976 ab, in denen es jedes Jahr mehr als 200 Todesopfer gab (bei einer Gesamtbevölkerung Nordirlands von ca. 1,5 Millionen). Die Gewalt kam erst mit dem Inkrafttreten des sogenannten Karfreitagsabkommens 1998 zu einem weitgehenden Ende. Die Gesamtzahl der Toten wird auf etwa 3500 geschätzt. 
Das Schicksal der meisten Todesopfer war bekannt, jedoch gab es Personen, die von Paramilitärs verschleppt worden waren und mutmaßlich an unbekanntem Ort ermordet wurden. Diese wurden unter dem Begriff The Disappeared bekannt. Das Karfreitagsabkommen sah die Einrichtung einer irisch-britischen Kommission vor, die das Schicksal dieser Personen klären sollte. Dazu wurde auch eine Telefonnummer und ein Postfach für anonyme Mitteilungen zum Schicksal der Disappeared eingerichtet.
Im Friedensprozess galt und gilt aus loyalistischer und unionistischer Perspektive die Bereitschaft der IRA wie ihrer politischen Vertreter, das Verbleiben der Verschwundenen aufzuklären und die Schuld an ihrem Tod einzugestehen, als wichtiger Meilenstein. Die mangelnde Bereitschaft dazu ist auch eines der Hindernisse auf dem Weg zu einer – von der Sinn Féin geforderten – nordirischen Wahrheitskommission nach südafrikanischem Vorbild gewesen.

## Liste der Verschwundenen mit ihren Schicksalen
Die folgende Liste enthält die Namen und die Umstände des Verschwindens. Alle Verschwundenen waren Katholiken. Jean McConville kam aus einer protestantischen Familie, war jedoch nach Heirat zum Katholizismus konvertiert.
| Person(en)                | Alter | Umstände | Zeitpunkt des Verschwindens | Entdeckung sterblicher Überreste |
| ------------------------- | ----- | --- | --------------------------- | --- |
| Kevin McKee Seamus Wright | 25    | Seamus Wright und Kevin McKee stammten aus Belfast, waren vermutlich IRA-Mitglieder und wurden durch die IRA verdächtigt, Informationen an die Sicherheitskräfte weitergegeben zu haben. | 2. Oktober 1972             | Sterbliche Überreste wurden im Juni 2015 nahe einer Farm bei Coghalstown, County Meath gefunden. |
| Brendan Megraw            | 23    | Megraw wurde durch die IRA aus seiner Wohnung in Twinbrook, West-Belfast, entführt; seine Frau erwartete zu dieser Zeit ihr erstes Kind. Die IRA behauptete, dass er Geheimnisse an einen britischen Verbindungsmann weitergegeben und als undercover agent gearbeitet habe. | April 1978                  | Nach mehreren ergebnislosen Suchen Entdeckung von Überresten im Moor von Oristown (Oristown Bog), nahe Kells, County Meath im Herbst 2014 |
| Peter Wilson              | 21    | Wilson wurde in West Belfast entführt. Die IRA gab nie einen Grund an. Es wird vermutet, dass die Entführung in Zusammenhang mit dem Umstand stand, dass Wilson kurz zuvor mehrere Tage in einem Lager der britischen Armee hospitiert hatte. Der Armee wurde wiederum vorgeworfen, dass sie Wilson, der als leicht beeinflussbare Persönlichkeit galt, für Spitzelzwecke gebrauchen wollte. Die Armee wies diese Vorwürfe zurück. | 1973                        | Entdeckung von Überresten bei Waterfoot beach in County Antrim im November 2010 |
| Gerard Evans              |       | Evans wurde zuletzt im März 1979 als Anhalter in County Monaghan gesehen. | 1979                        | Im März 2008 erhielt Evans’ Tante eine Karte mit der angeblichen Lokalisation seiner sterblichen Überreste zugesandt, diese wurden etwa an diesem Ort in County Louth im Oktober 2010 gefunden, nachdem über 16 Monate ein Gebiet von der Größe entsprechend vier Fußballfeldern umgegraben worden war.                                   |
| Charlie Armstrong         | 54    | Armstrong, Vater von fünf Kindern, hatte Kontakt zu paramilitärischen Organisationen. Er verschwand auf dem Weg zur Messe an einem Sonntagmorgen 1981 in Crossmaglen. Die Familie von Amstrong vermutete, dass er bei dem Versuch getötet wurde, die Entwendung seines Autos zu verhindern, und bezichtigte die IRA des Mordes, was diese bestritt.                                                                                | 1981                        | 2010 wurden Überreste in einem Moor in County Monaghan gefunden. |
| Danny McIlhone            |       | McIlhone verschwand aus seiner Wohnung in West-Belfast. Die IRA gab bekannt, dass er kein Informant gewesen sei, jedoch verdächtigt wurde, Waffen gestohlen zu haben. Er sei bei einem Fluchtversuch ums Leben gekommen. | 1981                        | Überreste wurden in den Wicklow Mountains im November 2008 gefunden. |
| Jean McConville           | 37    | McConville, eine verwitwete Mutter von zehn Kindern, wurde durch die IRA aus ihrer Wohnung in den Divis Flats in Belfast entführt. Die IRA warf ihr später vor, eine Informantin der Armee gewesen zu sein (was vom Polizei-Ombudsmann verneint wurde), bestritt aber zunächst jede Beteiligung an der Entführung. | 1972                        | Überreste wurden im August 2003 durch einen Spaziergänger am Shelling Beach in County Louth gefunden. |
| Eamon Molloy              |       | Molloy wurde aus seiner Wohnung in North Belfast entführt. Die IRA warf ihm vor, ein Informant gewesen zu sein. | 1975                        | Sterbliche Überreste wurden am 28. Mai 1999 in einem Sarg auf dem Friedhof von Faughart, nahe Dundalk gefunden |
| Brian McKinney            | 22    | McKinney verschwand in Belfast. Wenige Tage zuvor war er schon einmal für 48 Stunden verschwunden und anschließend körperlich misshandelt wieder aufgetaucht. Die IRA behauptete, dass er Waffen entwendet hätte, um sie bei Raubüberfällen zu verwenden. Nach der ersten Entführung versuchte seine Familie, die IRA mit Geldzahlungen zu beschwichtigen.                                                                         | 1978                        | Überreste wurden Juni 1999 nach 30-tägiger Suche in einem Moor in County Monaghan gefunden. |
| John McClory              | 17    | McClory verschwand mit seinem Freund McKinney aus Belfast. | 1978                        | Überreste wurden Juni 1999 nach 30-tägiger Suche im Moorland von County Monaghan gefunden |
| Eugene Simons             | 26    | Simons verschwand aus seinem Haus nahe Castlewellan in County Down. | 1. Januar 1981              | Überreste wurden am 24. Mai 1984 zufällig in einem Moor bei Knockbridge, nahe Dundalk, County Louth gefunden. |
| Joe Lynskey               |       | Lynskey, ein früherer Zisterziensermönch, war Mitglied der IRA und verschwand aus seiner Wohnung in West-Belfast. Die IRA leugnete zuerst eine Beteiligung an seinem Verschwinden und gab den Mord erst im Jahr 2010 zu. | Sommer 1972                 | Schicksal bisher unbekannt Die Suche nach seinem Grab in der Nähe von Coghalstown, County Meath, im Sommer 2015 war in dieser Hinsicht nicht erfolgreich, führte aber zur Entdeckung der Gräber von Kevin McKee und Seamus Wright (s. o.)                                                                                                 |
| Columba McVeigh           | 19    | McVeigh stammte aus Donaghmore, County Tyrone, war von Beruf Maler und war nur wenige Tage zuvor aus Dublin, wo er arbeitete, nach Nordirland zurückgekehrt. | 1. November 1975            | Schicksal bisher unbekannt Mehrere Suchen in den Jahren 1999, 2000, September 2003, September 2012 und eine fünf Monate währende Suche im Moor von Bragan, County Monaghan, im Jahr 2013 verliefen ergebnislos. |
| Robert Nairac             | 29    | Nairac war Offizier der Grenadier Guards der Britischen Armee und auf Dienstreise in Nordirland. Es wird vermutet, dass er zur Informationsbeschaffung dort war. In einem Pub in South Armagh soll er in der Nacht seiner Entführung republikanische Lieder gesungen haben. Später wurde er in einem Kampf auf dem Parkplatz überwältigt, über die Grenze gebracht und dort erschossen.                                            | 1977                        | 1977 wurde ein Mann wegen Mordes an Nairac zu einer Gefängnisstrafe verurteilt. Nairac erhielt postum das George Cross. Seine sterblichen Überreste wurden bisher nicht gefunden. |
| Seamus Ruddy              | 32    | Ruddy, der aus Newry stammte, hatte Verbindungen zur Irish National Liberation Army (INLA) und der Irish Republican Socialist Party (IRSP) und verschwand in Paris, wo er als Englischlehrer arbeitete. Es wird vermutet, dass er in Konflikt mit INLA-Mitgliedern geriet, die in Frankreich Waffen beschaffen wollten. Im Dezember 1995 gab die INLA den Mord an Ruddy zu.                                                        | 9. Mai 1985                 | Ein Hinweis, dass er in einem Wald bei Rouen begraben sei, führte 2015 nicht zur Entdeckung seiner sterblichen Überreste. Im Mai 2017 wurden in einem Wald bei Pont-de-l’Arche nahe Rouen sterbliche Überreste gefunden, die mittels DNA-Analyse als die Ruddys identifiziert wurden. Er wurde durch einen zweifachen Kopfschuss getötet. |

Die IRA bestritt anfänglich viele der ihr zur Last gelegten Entführungen und Morde. Das Verschwinden und die Ungewissheit um das Schicksal der betroffenen Personen erregten die Öffentlichkeit. Insbesondere der Fall von Jean McConville rief Anteilnahme und Erschütterung hervor, weil die Entführte zehn zum Teil noch kleine Kinder hatte, die durch das Verschwinden ihrer Mutter zu Vollwaisen wurden. Die Kinder hatten die Entführung ihrer Mutter direkt miterlebt und waren, nachdem die Polizei den Fall übernommen hatte, kurz vor den Weihnachtsfeiertagen 1972 im Fernsehen zu sehen gewesen, wo sie befragt wurden und um Informationen über ihre Mutter baten. Nachdem das Karfreitagsabkommen im April 1998 unterzeichnet worden war, räumte ein IRA-Sprecher im September desselben Jahres in der Zeitung An Phoblacht / Republican News ein, dass die IRA in den 1970er Jahren „eine kleine Zahl von Personen“ („a small number of people“) getötet und begraben habe. Im März 1999 gab die IRA zu, dass sie für neun Entführungen und Morde verantwortlich sei, und behauptete, dass sie die Sicherheitskräfte über den Verbleib der Leichen informiert habe, was von den Angehörigen der Ermordeten bestritten wurde. Im Oktober 2003 entschuldigte sich die IRA dafür, dass sie die Angehörigen der Mordopfer so lange im Ungewissen gelassen hatte. Die Entschuldigung wurde von den Familien von Jean McConville und Columba McVeigh zurückgewiesen.
In einem späten Eingeständnis räumte Gerry Adams, der Vorsitzende von Sinn Féin, des politischen Arms der IRA, 2006 ein, dass die Taten der IRA Unrecht („wrong“) gewesen seien. Ehemalige IRA-Angehörige würden forensische Experten bei der Suche nach den sterblichen Überresten jetzt unterstützen. 2007 rief der Sinn-Féin-Politiker Martin McGuinness eventuelle Mitwisser dazu auf, ihr Wissen um die Begleitumstände und den Verbleib der sterblichen Überreste von Robert Nairac der Polizei mitzuteilen.
Im März 2014 wurde der 77-jährige Ex-IRA-Führer Ivor Bell unter dem Verdacht der Beteiligung am Mord von Jean McConville festgenommen und nach einigen Tagen auf Kaution entlassen. Am 1. Mai 2014 wurde Sinn-Féin-Parteichef Gerry Adams unter derselben Anklage verhaftet. Adams bestritt jede Beteiligung am Mord und wurde kurze Zeit später wieder freigelassen. Michael McConville, der Sohn der Ermordeten, sagte am 1. Mai 2014 in einem Interview mit der BBC, dass er die Mörder kenne, aber dies niemandem sagen könne, da er andernfalls befürchten müsse, dass er oder eines seiner Familienmitglieder von „Splittergruppen“ der IRA getötet würde.
Die Suche nach den Verschwundenen gestaltet sich zum Teil sehr aufwändig, da die Hinweise zum Teil ungenau sind. Mehrfach mussten bei der Suche fußballfeldgroße Areale umgegraben werden.